# Димитър Милев
Димитър Иванов Милев е български офицер революционер, войвода на Върховния македонски комитет.

## Биография
Димитър Милев е роден на 15 февруари 1882 година в Охрид. Пети клас завършва в гимназията в родния си град. Завършва Военното училище в София в 1903 година и с чин подпоручик служи във Четвърти артилерийски полк. Напуска армията и се включва в дейността на Върховния македонски комитет.
През пролетта на 1903 година Димитър Милев заминава за Македония с четата на Софроний Стоянов. През Илинденско-Преображенското въстание действа в Серския революционен окръг като взводен командир на охридската чета в отряда на Александър Протогеров. Загива в битка с турски аскер на 28 април 1903 година, когато се опитва да изнесе от полесражението ранения Борис Сугарев.
Бащата на Димитър Милев е свещеника Иван Милев, който след смъртта на сина си е изпратен от Българската екзархия да проповядва в село Калибито, България..